# Silesauridae
Silesauridae — викопна родина архозаврів. Найближчі родичі динозаврів, які співіснували з ними в тріасовому періоді.
Їхній спільний з динозаврами предок, як гадають, був невеликим двоногим хижаком. Порівняно з ним, сілезаврові були трохи більші (до 2,5 м), мали спеціалізований череп з дзьобом і ймовірно були чотириногі та рослиноїдні.
Деякі автори припускають, що це ранні птахотазові динозаври. Можливо й навпаки, що найдавніший відомий птахотазовий, Pisanosaurus, насправді був сілезавровим.